# Bergh (Gelderland)
Bergh war eine der deutschen Stadt Emmerich am Rhein benachbarte Grenzgemeinde in der niederländischen Provinz Gelderland. Sie wurde am 1. Januar 1821 gebildet durch Vereinigung der drei Gemeinden ’s-Heerenberg, Netterden und Zeddam. Am 1. Januar 2005 wurde sie mit Didam zur neuen Gemeinde Montferland zusammengeschlossen. Zum Zeitpunkt der Auflösung zählte Bergh 18.416 Einwohner auf 74,98 km². Ein kleiner Teil der Gemeinde (0,28 km² mit 28 Einwohnern) wurde Doetinchem, ein anderer unbewohnter Teil (0,28 km²) wurde Zevenaar zugeschlagen.

## Politik

### Sitzverteilung im Gemeinderat
Bis zur Auflösung der Gemeinde ergab sich seit 1990 folgende Sitzverteilung:
| Partei                    | Sitze | Sitze | Sitze | Sitze |
| Partei                    | 1990  | 1994  | 1998  | 2002  |
| ------------------------- | ----- | ----- | ----- | ----- |
| CDA                       | 7     | 6     | 6     | 6     |
| VVD                       | 1     | 2     | 3     | 3     |
| PvdA                      | 4     | 4     | 4     | 2     |
| Uw Belang                 | —     | —     | —     | 2     |
| Leefbaar Bergh            | —     | —     | —     | 2     |
| Bergh Samen Sterk         |       | 2     | 1     | 1     |
| Progressief Bergh         | 3     | 3     | 2     | 1     |
| Behoud Montferland        | —     | —     | 1     | —     |
| D66                       | —     | —     | 0     | —     |
| Beek-Loerbeek Samen Sterk | 2     | —     | —     | —     |
| Stokkums Belang           | 0     | —     | —     | —     |
| Gesamt                    | 17    | 17    | 17    | 17    |